# 風雨歸牧
《風雨歸牧圖》為南宋宮廷畫家李迪（活動於12世紀後半）所繪，以風雨中牧童趕牛歸家的情景為主題。畫作尺幅巨大，構圖精緻優美，筆法細膩且富有戲劇張力，是南宋寫實花鳥、走獸畫風格的代表作品之一。畫面右下有李迪名款，風格亦與其傳世名作《雪中歸牧》相近。

## 作者簡介
李迪，生卒年不詳，浙江錢塘（今浙江杭州）人。活躍於南宋孝宗、光宗、寧宗年間（1162－1224），任職畫院畫家，官至祗侯。擅長花鳥、走獸、竹石等題材，風格寫實、筆觸清新，具有南宋宮廷繪畫特色。

## 畫作內容
本幅描繪兩名牧童於風雨交加中趕牛歸家。畫中一名牧童神情驚慌，身形佝僂急行，另一名亦忙於驅趕；相對之下，牛隻則顯得沉著穩健，呈現出人與動物的情緒對比與動態呼應。此種擬人化描繪手法，使觀者產生情感共鳴。
背景為蘆岸柳堤，以淡墨暈染呈現出煙雨濛濛、晦暗壓抑的氛圍。畫面前景物象細膩鮮明，後景則空茫虛化，形成「前實後虛」的空間效果，引導觀者想像，營造詩意氛圍。

## 筆法與風格特色
李迪以中鋒為主筆法，描繪柳葉細如針、濃淡相間而繁而不亂；牛腹以墨渲染後，再以細筆絲出牛毛，展現出牛皮毛質感的堅挺與濕潤感。畫家亦細緻描繪蓑衣的粗糙、柳葉與蘆葦的飄搖、小草的翻飛與生動動態，整體富有自然韻律與生命力。
此畫在表現風雨意象時採用罩染技法，使畫面籠罩於一層迷濛煙霧中，極具南宋畫風中常見的「詩畫合一」風格。

## 風格比較與畫派交流
雖此幅作品簽有李迪款識，整體畫風與李迪另一幅《雪中歸牧》相似，然部分如柳葉、小草、牛肋骨及牛角皺摺等處畫法略帶裝飾性，風格上與宮廷畫家閻次平（約12世紀末至13世紀初）作品相近，反映當時南宋宮廷畫院中不同畫家間的交流與風格互融情形。

## 藝術意涵
《風雨歸牧圖》不僅是一幅表現自然與人物互動的寫實之作，亦透過擬人化的描繪與虛實相間的構圖，展現文人詩意的感性與哲思。畫面中牧童與牛之對比，象徵人與自然的關係，也傳遞出堅韌與平靜之美。